# Юки Нагато
Юки Нагато (яп. 長門 有希 Нагато Юки) — один из главных персонажей серии произведений, посвященных Харухи Судзумии и придуманных Нагару Танигавой. Является человекоподобным интерфейсом, созданным для наблюдения за Судзумией объединением организованных информационных сущностей. Живет в довольно дорогой квартире, в полном одиночестве. Существует посвящённая ей манга «The Disappearance of Nagato Yuki-chan». Также существует связанный с ней сборник песен. Помимо этого, выпускаются фигурки, связанные с её образом. В июле 2009 года данная героиня занимала седьмое место в списке лучших аниме-персонажей, по версии журнала Newtype, в августе поднялась до пятого места и в сентябре опустилась до восьмого. В октябре же она поднялась до второго места.

## Описание
На момент начала истории Нагато является единственным членом литературного кружка и носит очки. Большую часть времени Нагато игнорирует окружающий мир, предпочитая читать книги. Практически не проявляет эмоций, хотя главный герой — Кён, отмечает, что постепенно её эмоциональность повышается. Также Юки крайне молчалива и, по отзывам персонажа Танигути, игнорирует любые попытки заговорить с ней. Хотя с членами Команды SOS всё же поддерживает диалог, оставаясь при этом крайне неразговорчивой. В школе у неё множество тайных поклонников, которые вполне могут побить того, кто станет избранником Нагато, как своего конкурента. Однако один из её поклонников оказался скрытым экстрасенсом, который на самом деле воспринимал не Нагато, а объединенную информационную сущность, с которой он неосознанно взаимодействовал через девушку. И информация, поступающая от неё, медленно сводила его с ума. Также, хотя могущество Нагато и держится в секрете — в её классе считается, что одно её слово способно решить судьбу всего дня. По мнению Кёна — она вторая по привлекательности девушка (первая — Микуру Асахина).
Как рассказывает в «Исчезновении Харухи Судзумии» автор, в его прошлом была девушка, похожая на Нагато — в то время, когда он учился в школе, помимо своего любимого кружка, он также ходил и в литературный кружок. Единственным его членом, помимо автора, была девушка в очках на год старше его, выглядящая очень умной. Она же и была старостой кружка. Вместе они вели стенгазету.
Anime News Network называет Нагато классическим персонажем типа Рей Аянами (аниме-сериал «Евангелион»). THEM Anime описывает её как книжного червя, который говорит лишь тогда, когда надо сказать что-то действительно важное.

## Способности
Нагато представляет собой «гуманоидный интерфейс», присланный на Землю Объединением организованных информационных сущностей для наблюдения за Харухи Судзумией. По мнению Объединения, Судзумия стала причиной огромного «информационного взрыва». Как следствие, с точки зрения Объединения Судзумия способна генерировать новые данные, что может стать ключом к эволюции информационных сущностей. Благодаря своей природе, Нагато способна манипулировать как компьютерными данными, так и данными окружающего мира, то есть видоизменять его по своему вкусу. Также, способна манипулировать временем — передавать данные между прошлым и будущим — таким образом, её личность может переместиться в прошлое и останавливать время в ограниченном пространстве — при этом она должна находиться поблизости от места остановки времени. Организация Нагато знакома и с тем способом путешествия во времени, которым пользуется Асахина, но считает этот способ несовершенным для перемещения органических форм жизни из-за возникновения «шумов». Значительная часть способностей Нагато связана с техникой. Так, её «заклинания» в ранобэ являются SQL-запросами, и она лечит Асахину от стрельбы лазером из глаз введением ей наномашин посредством укуса. Фактически, её способности превосходят способности Судзумии, что было продемонстрировано тем, что Нагато успешно лишила силы Харухи, изменив мир сильнее, чем это делала главная героиня за все предыдущие события.

## Биография
Со времени «информационного взрыва», произошедшего три года назад, и до момента, с которого начинается повествование, Нагато находилась в режиме ожидания, живя в своей квартире. Попутно она поддерживала заморозку времени в комнате со спящими Кёном и Микуру, таким образом обеспечивая им возможность вернуться в своё время, после того как Микуру потеряла свой TPDD. На момент начала событий аниме и ранобэ, она была единственным членом литературного кружка, помещение которого отошло «Команде SOS» вместе со вступлением в него Нагато. В ходе развития сюжета она защищает Кёна от Асакуры и луча Микуру по причине его важности для Судзумии.
В «Исчезновении Харухи Судзумии», в результате манипуляций с данными, изменяет память и реальность всех людей за год: Харухи лишается своих способностей и вместе с Ицки учится в другой старшей школе, Микуру и Цуруя остаются лучшими подругами, однако забывают все, что связывало их с командой SOS, кот Сямисен теряет возможность разговаривать, а сама Юки становится стеснительной, без каких либо способностей, девушкой из литературного кружка, влюбленной в Кёна.

## «Исчезновение Юки Нагато»
Существует манга, рассказывающая о жизни Кёна и Юки в мире, напоминающем реальность, созданную Нагато в «Исчезновении Харухи Судзумии». Председатель литературного кружка влюблена в Кёна, однако слишком застенчива, чтобы признаться в этом, а пикантности ситуации добавляет присутствие Асакуры, которая, пытаясь помочь Нагато выразить свои чувства, постоянно создает неловкие ситуации.
В 2014 появилась информация о планах по экранизации манги в 2015 году. 3 апреля 2015 года была выпущена первая серия «Исчезновения Юки Нагато».